# Alte Apotheke (Rosenfeld)

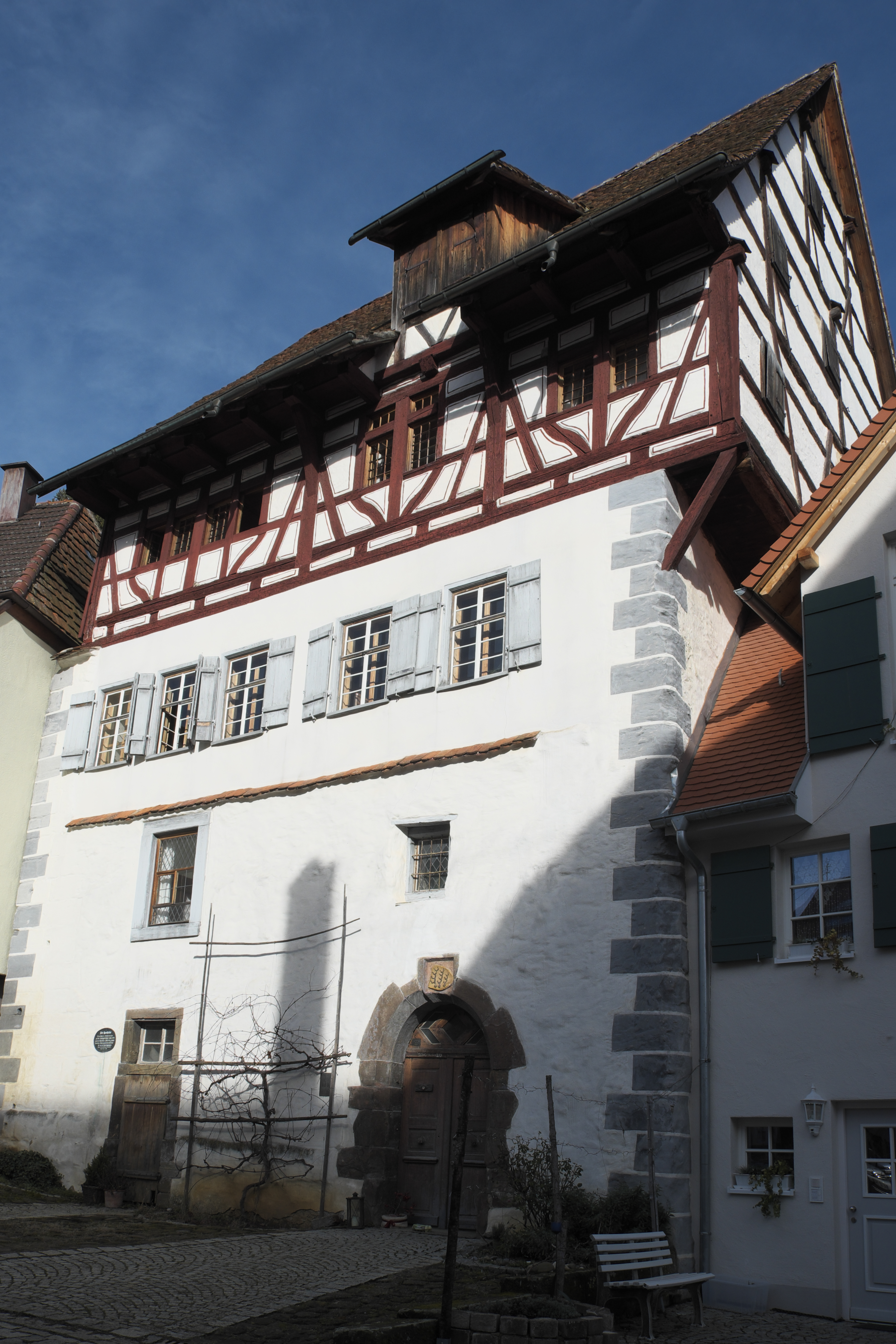
Alte Apotheke in Rosenfeld

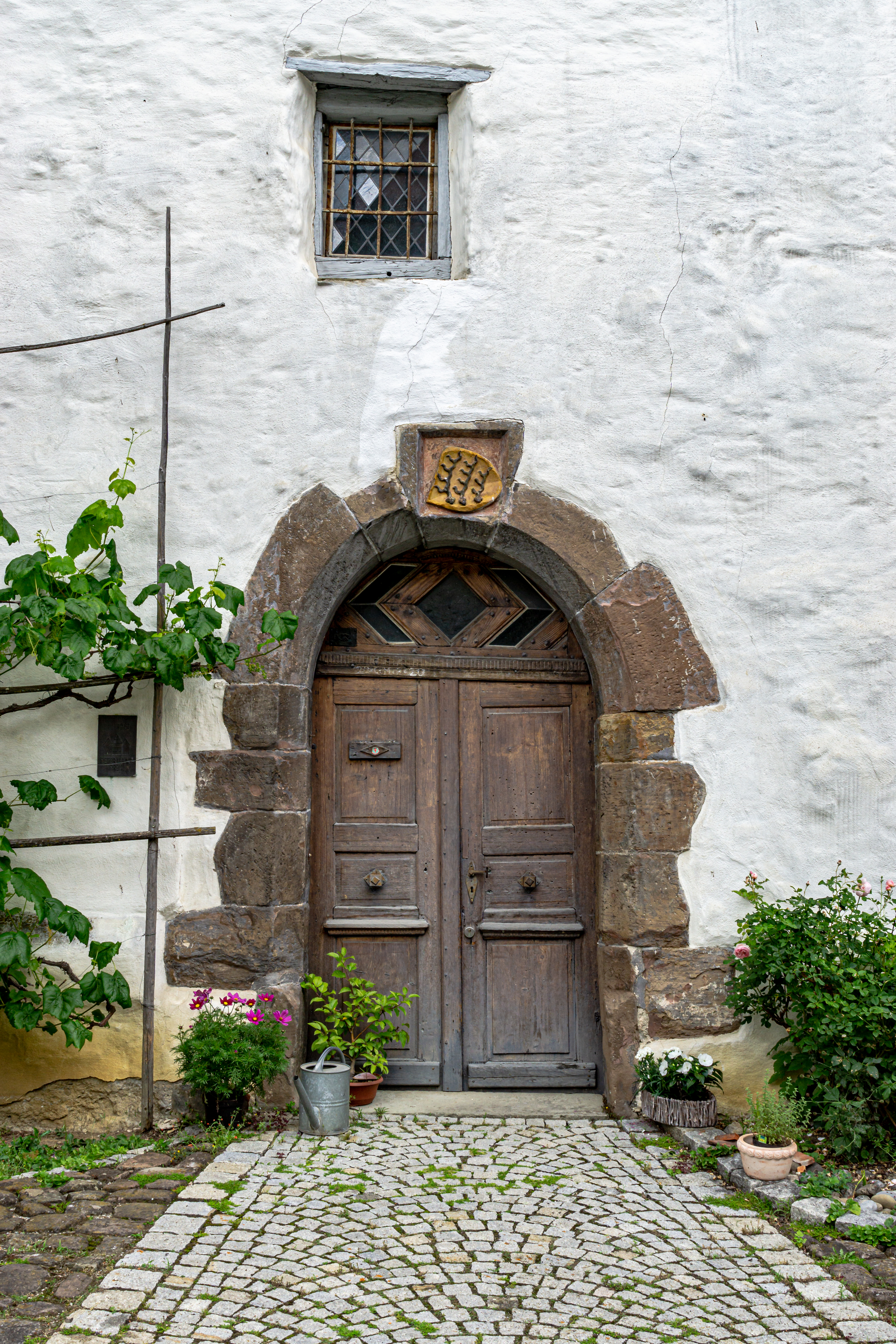
Portal

Die sogenannte Alte Apotheke in Rosenfeld, einer Stadt im Zollernalbkreis in Baden-Württemberg, befindet sich in der Mömpelgardgasse 5 und sitzt auf der nördlichen Stadtmauer auf. Es ist ein geschütztes Kulturdenkmal.
Es stammt aus der Gründungszeit der Stadt. Eine Holzdecke datiert von 1244, also vor der ersten urkundlichen Erwähnung Rosenfelds.  Im Jahr 1553 wurde es mit einem Fachwerkaufbau versehen.
Das Steinhaus diente zunächst als Wehrbau und Adelssitz und wurde danach Amtssitz der württembergischen Vögte, Klosterhof und ab dem 18. Jahrhundert als Apotheke genutzt.
Das Haus befindet sich in Privatbesitz. Von 1983 bis 1986 wurde es restauriert. Im Innern weisen Wände und Decken noch Bemalungen des 16. Jahrhunderts auf. Über dem Rundbogeneingang befindet sich ein Wappen Württembergs, wie es bis 1477 geführt wurde.